# Chỉ số nhà chọc trời
Chỉ số nhà chọc trời (tiếng Anh: Skyscraper Index) là một giả thuyết kinh tế học cho rằng các tòa nhà chọc trời cao nhất trên thế giới được xây dựng vào thời điểm trước sự suy sụp kinh tế. Các chu kỳ kinh tế và tốc độ xây dựng nhà chọc trời có tương quan với nhau để cho số tiền đầu tư để xây dựng nhà chọc trời lên tới đỉnh cao lúc mà tỷ lệ tăng trưởng không còn lên được nữa theo chu kỳ và nền kinh tế đến kỳ suy thoái. Giả thuyết này do Andrew Lawrence, một giám đốc nghiên cứu tại ngân hàng đầu tư Anh Dresdner Kleinwort Wasserstein, đưa ra vào tháng 1 năm 1999.
Các tòa nhà này có thể được hoàn thành sau khi suy thoái đã bắt đầu hay về sau, khi một chu kỳ mới lại kéo lên kinh tế, hoặc kế hoạch xây dựng tòa nhà có thể bị bãi bỏ. Khác với các khái niệm về trước mà dựa trên chiều cao – "chiều cao là một áp kế đo sự bùng nổ tăng trường" – Lawrence dùng các kế hoạch nhà chọc trời để dự đoán các khủng hoảng kinh tế thay vì bùng nổ tăng trường.